# Chinlone

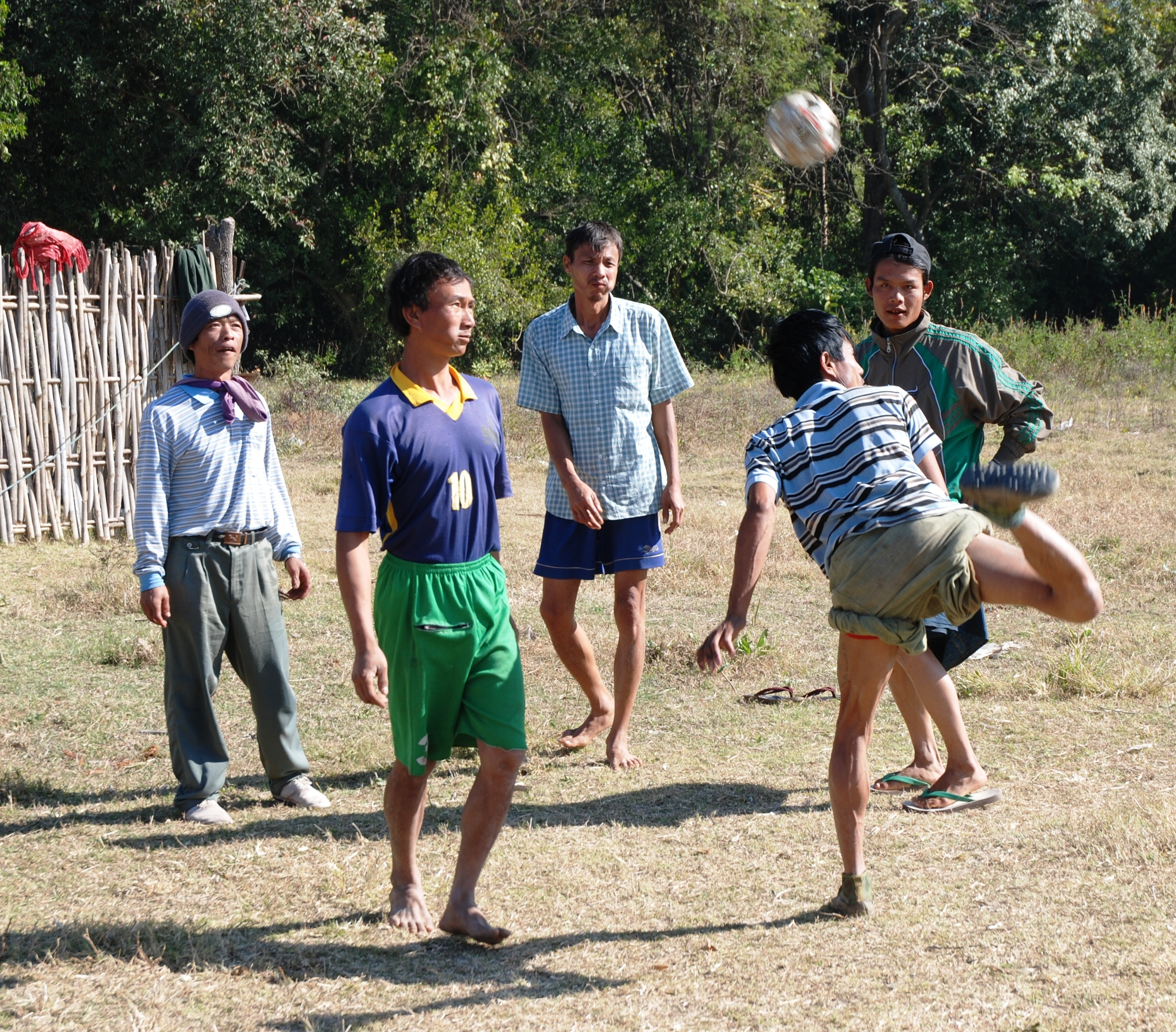
Homens jogando chinlone em Myanmar

Chinlone (krang: lum: tɕʰɪ́ɴlóʊɴ), também chamado caneball, é um esporte tradicional da Birmânia (Myanmar). Trata-se de uma combinação de esporte e dança, um esporte de equipe sem um adversário presente, o qual em essência não é competitivo.

## Overview

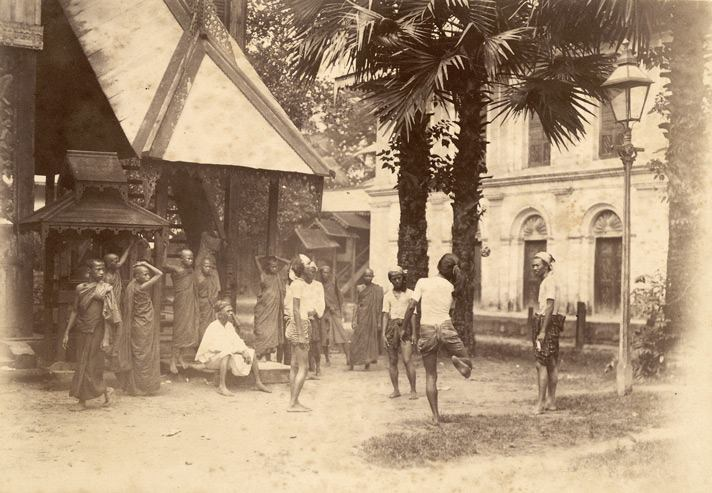
Possível primeira fotografia de homens jogando chinlone, c. 1899

Uma equipe de seis jogadores passa a bola para trás e para frente com os pés, joelhos e cabeça enquanto se movem em torno no círculo formado por eles. Um jogador vai para o centro numa atividade solo, criando uma dança de vários movimentos concatenados. O solista é apoiado pelos outros jogadores que tentam passar-lhe a bola de volta com um chute. Quando a bola cai no chão ele está “morto” e o jogo reinicia.
Chinlone significa “redondo como cesto” ou “cesto arredondado” em língua birmanesa A bola é tecida (feita) de vime e faz um som bem especial  de clique quando chutada, o que faz parte da estética do jogo. Os jogadores usam seis pontos de contato com a bola: o extremo dos dedos do pé, os lados e peito do pé, a sola, o calcanhar, e o joelho. O jogo é jogado com pés descalços ou em calçados “chinlone”, os quais permitem que se sintam a bola e o solo da forma mais direta possível. O típico círculo para o  jogo tem 6,7 metros de diâmetro e a superfície ideal é seca,  terra batida, mas qualquer superfície plana pode servir.
O chinlone é jogado há mais de 1.500 anos, tendo sido jogado pela nobreza da Birmânia. Ao longo dos séculos, os jogadores desenvolveram mais de 200 modos diversos de chutar a bola. Muitos dos movimentos são similares aos de danças e artes marciais birmanesas.  Alguns dos toques mais difíceis são feitos atrás do jogador sem que o mesmo veja a bola ao ser chutada. A forma é um todo importante no chinlone: são posições corretas para posicionar as mãos, braços, torso e cabeça durante os movimentos. O movimento é considerado bem feito somente se a forma for boa, correta.
A Birmânia é um país predominantemente budista e os jogos de chinlone são apresentados em muitos festivais budistas que ocorrem durante o ano. O maior de todos esses festivais dura mais de um mês apresentado-se da ordem de mil times do jogo. Um locutor chama os nomes dos toques na bola e diverte a plateia com curiosos jogos de palavras. Música ao vivo de uma orquestra inspira os jogadores e marca o estilo e o ritmo das danças. Os jogadores jogam em coordenação com a música e os músicos acentuam os cliques da bola.
Tanto homens como mulheres jogam chinlone, por vezes até em equipes mistas, bem como adultos e crianças também podem fazer parte de um mesmo. Não é raro ver idosos de até 80 anos jogando chinlone.
Além do chinlone em equipe chamado  “wein kat” (chutes em círculo), há performances solo num estilo chamado "tapandaing" que é jogado somente por mulheres.
Para bem jogar chinlone, o time todo deve estar absolutamente focado no momento – suas mentes não podem “vaguear” jamais, caso contrário a bola vai cair. Os jogadores sérios experimentam um estado mental de concentração intensa, algo como na meditação Zen, referida com Dhyāna no Budismo.
Chinlone é uma atividade relacionada ao futebol praticado em todo o mundo. É relacionado com jogos similares praticados no Sudeste Asiático como o takraw da Tailândia, o Sepak Raga da Malásia, Singapura e Indonésia, Sipa nas Filipinas,  kator no Laos e da cau no Vietnã. Uma variante competitiva do jogo com o uso de uma rede (como no vôlei) chamada  Sepaktakraw foi desenvolvida na Malásia nos anos 40 doo século XX. As origens do Chinlone podem estar relacionadas ao antigo jogo chinês cuju ou tsu chu, o qual é reconhecido pela FIFA como a mais antiga forma do Futebol, também jogada no Japão onde é conhecido como kemari. O chinlone também se relaciona com a família de esportes em que se chuta uma peteca chamada jianzi na China e em Taiwan e jegichagi na Coreia. Há ainda evidências que uma variante desses jogos atravessou o estreito de Bering e influenciou  povos ameríndios, que  também uma variedade de jogos em que se deve manter a bola sem tocar no solo com o uso dos pés. Esses jogos seriam a origem do footbag, também chamado "hacky sack”.